# Henrik Raspe

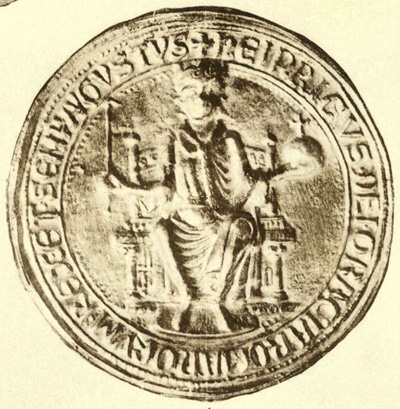
Henrik Raspes sigill.

Henrik Raspe av Thüringen, död 1247, var en tysk motkung och lantgreve av Thüringen.
Henrik Raspe var son till greve Herman I av Thüringen och Sofia av Bayern. Efter hans äldre brors, Ludvig IV:s, död 1227 tog han över som greve av Thüringen. Traditionen menar att han skall ha kastat ut sin bror änka, Elisabet av Thüringen, men detta stämmer förmodligen inte. År 1242 blev Henrik Raspe vald till tysk riksföreståndare, och 1246 valdes han till motkung i Tyskland, men avled redan 1247.